# Multiversos (escultura)
Multiversos es una escultura ubicada junto al puente de Las Mercedes que conecta la autopista Francisco Fajardo con la avenida Río de Janeiro, forma parte del proyecto Viarte ejecutado en el marco del Plan de Soluciones Viales para Caracas.
Como parte de los trabajos de ampliación y mejora de la infraestructura vial del área metropolitana de Caracas, el Ministerio del Poder Popular para el Transporte Terrestre y Obras Públicas bajo la rectoría de Haiman  El Troudi propuso ejecutar un plan de mejoramiento ornamental de las vías terrestres con la instalación de un museo al aire libre.
La obra fue creada por la artista plástica caraqueña Sydia Reyes y consiste en una escultura esférica elaborada en acero inoxidable, con un diámetro de 2,50 metros y sobre una base de 1,50 metros de altura aproximadamente.
Esta escultura expresa la coexistencia de vidas paralelas y la relación espacio-tiempo, y del ser humano como parte del universo. La escultura aspira, con su arte, transformar el paisaje humano y con él, nuestra conciencia, alertar sobre la destrucción del Planeta, de acuerdo a la visión de su creadora.
Fue instalada en su ubicación actual el 5 de diciembre de 2013.
La escultora Sydia Reyes tiene dentro del proyecto Viarte, una segunda obra titulada “Testigos” en el Distribuidor Ciudad Caribia de la autopista Caracas – La Guaira, elaborada en concreto armado.